# Alexander Ypsilantis
Alexander Ypsilantis (no alfabeto grego: Αλέξανδρος Υψηλάντης) (Constantinopla, 12 de dezembro de 1792 — Viena, 31 de janeiro de 1828) foi um herói da Guerra da Independência Grega em 1821.

## Vida
Alexander Ypsilantis, da família fanariótica Ypsilantis e neto do voivoda da Valáquia com o mesmo nome, serviu como oficial no exército russo. Em 1820, após Ioannis Kapodistrias, Ministro do Czar, ter recusado anteriormente, ele assumiu a direção da organização até então sem cabeça Philiki Etaireia (sobre a "Sociedade da Amizade") para preparar e planejar a luta grega pela liberdade contra os turcos. No plano geral, traçado no mesmo ano, previa-se que a luta ocorreria inicialmente nas zonas a norte do Danúbio (Moldau e Valáquia) deve começar.
O exército grego, no entanto, que consistia em apenas alguns voluntários, foi derrotado pelas forças otomanas em 19 de junho de 1821 perto de Drăgășani. Ypsilantis sobreviveu porque se retirou a tempo. A maioria dos insurgentes restantes forma mortos em 29 de junho de 1821 na Batalha de Sculeni. Ypsilantis foi detido pelas autoridades austríacas a caminho da Grécia e inicialmente detido no Castelo Munkács, então a partir de 1823 na Pequena Fortaleza em Theresienstadt. Em 1827 ele foi libertado do cativeiro e morreu um ano depois em Viena-Landstrasse; ele estava no Sankt Marxer Friedhof, onde uma placa o homenageia hoje.
O cônsul geral grego real e empresário Georg Simon von Sina encomendou a Teófilo Hansen um mausoléu para Ypsilantis no parque do Castelo Rappoltenkirchen perto de Sieghartskirchen. Seus ossos repousaram lá de 1906 a 1964. Hoje, os ossos de Ypsilantis repousam em Salonica.